# Walckenaeria corniculans
Walckenaeria corniculans là một loài nhện trong họ Linyphiidae.